# Funky Melody
Funky Melody é o quinto álbum de estúdio do cantor de freestyle Stevie B, lançado em 1 de novembro de 1994 pela gravadora Thump Records. Inclui os singles "Funky Melody", "Dream About You" e "If You Still Love Me". No Japão, o álbum foi lançado em 7 de Junho de 1995 com o nome de Dream About You, e inclui três faixas bônus. O álbum permaneceu por duas semanas na parada japonesa, conseguindo alcançar a posição #92. No Canadá o álbum chegou a posição #29.
O single "Dream About You" foi o single de maior sucesso do álbum, e também o último single de Stevie B a conseguir grande sucesso, chegando a posição #29 na principal parada dos Estados Unidos, a Billboard Hot 100. A faixa "Funky Melody" conseguiu certo sucesso, chegando a posição #30 no Rhythmic Top 40.

## Recepção da crítica
| Críticas profissionais | Críticas profissionais |
| Avaliações da crítica  | Avaliações da crítica  |
| Fonte                  | Avaliação              |
| ---------------------- | ---------------------- |
| allmusic               | [ 1 ]                  |
| The Charlotte Observer | [ 2 ]                  |

O jornal The Charlotte Observer afirmou que o álbum "é mais uma dose acelerada do que Stevie B faz de melhor".

## Faixas
| N.º | Título                                | Duração |  |
| 1.  | "Funky Melody"                        | 4:53    |  |
| 2.  | "Running Back"                        | 4:13    |  |
| 3.  | "4 U"                                 | 4:06    |  |
| 4.  | "Dream About You"                     | 4:03    |  |
| 5.  | "Girl I Love Ya"                      | 5:01    |  |
| 6.  | "Call My Name"                        | 3:48    |  |
| 7.  | "If You Still Love Me"                | 4:28    |  |
| 8.  | "Waiting for Your Love"               | 4:47    |  |
| 9.  | "Crying Out"                          | 3:56    |  |
| 10. | "If You Still Love Me" (Bonus Ballad) | 4:19    |  |
| 11. | "Dream About You" (Pop A.C. Mix)      | 4:18    |  |
| 12. | "Dream About You" (Drop Mix)          | 5:05    |  |

Edição do Japão
| N.º | Título                                  | Duração |  |
| 13. | "You're the One I Think About"          |         |  |
| 14. | "Quiereme por Vida"                     |         |  |
| 15. | "Because I Love You" (Ao Vivo em Tokyo) |         |  |

## Posições nas paradas musicais
| Parada musical (1995)              | Melhor posição |
| ---------------------------------- | -------------- |
| Canadá (Canada RPM Top 100 Albums) | 29             |
| Japão (Oricon)                     | 92             |